# アレサナ
アレサナ（Alesana）は、アメリカ合衆国のノースカロライナ州ローリーにて結成された、ロック・バンドである。
ハードコアにポップを融合させた、独自のポスト・ハードコア・サウンド（アメリカでは「ロールコア」＝「ロックンロール＋ハードコア」と呼称されることもある）で瞬く間に全米で話題になった。

## 略歴

### Tragic Hero records 在籍時

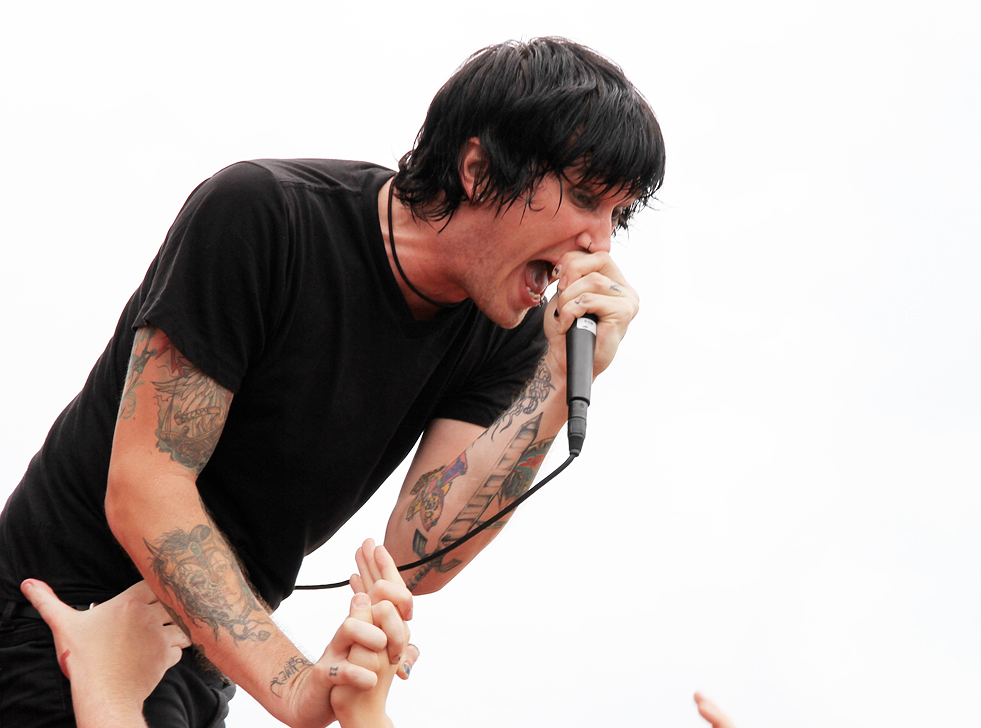
ショーン・ミルク
（ワープドツアー2010より）

2004年10月、ローリーにて結成。バンド名は地元のアリシーナ通り (Aliceanna St.) からとり、アレサナとなる。それからライブ活動を行っていくうちに、瞬く間に地元で話題になり、2005年になってインディーズ・レーベルの「Tragic Hero Records」と契約を結ぶことに成功。
そしてファーストEP『Try this with your eyes closed』をリリースした後、2006年6月6日にファースト・アルバム『オン・フレイル・ウィングス・オブ・バニティー・アンド・ワックス』をリリースする。

### フィアレス・レコード在籍時
2006年末になると、大手インディーズレーベルのフィアレス・レコードへ移籍し、2007年3月20日にファースト・アルバム『オン・フレイル・ウィングス・オブ・バニティー・アンド・ワックス』に新曲を加えた再発盤を発表。
それから1年後、「ヴァンズ・ワープド・ツアー 2008」にてツアーを行っている最中に、ベーシストのシェーン・クランプが一時脱退したため、その穴埋めをジェイク・キャンベルが行うことになる。ジェイクは仮のメンバーだったが、突如ギタリストのアダム・ファーガソンが脱退したことを受けて、ジェイクを正式なギタリストとして迎えることとなった。
2008年6月3日には、セカンド・アルバム『ウェア・ミス・フェイズ・トゥ・レジェンド』をリリース。全米アルバムチャートにて初登場96位を記録している。
2008年8月20日、セカンド・アルバム『ウェア・ミス・フェイズ・トゥ・レジェンド』とファースト・アルバム『オン・フレイル・ウィングス・オブ・バニティー・アンド・ワックス』が、日本でTriple visionより同時リリース。
2010年1月26日には、サード・アルバム『ジ・エンプティネス』をリリースし、全米アルバムチャートにて最高68位を記録した。ちなみに、このアルバムは、ある一つの物語をテーマにしたコンセプトアルバムになっている。その後、「ワープド・ツアー2010」に出演が決まったが、その直前にジェイクが正式にバンドから脱退。後任ギタリストとしてアレックスを迎えられている。

### エピタフ・レコード移籍後
2010年10月になると、彼等は全米最大級のインディーズ・レーベルであるエピタフ・レコードへの移籍を発表。次回作からは、ここからのリリースとなる。
2011年10月18日、アルバム『ア・プレイス・ホエア・ザ・サン・イズ・サイレント』がリリースされた。
2012年9月、アレックスがバンドから脱退。その後、ジェイクが、再びバンドに加わることが正式に発表された。

## トリビア
- ファースト・アルバム『オン・フレイル・ウィングス・オブ・バニティー・アンド・ワックス』には、ギリシア神話をテーマにした楽曲が数多く含まれている。
- セカンド・アルバム『ウェア・ミス・フェイズ・トゥ・レジェンド』に収録されている楽曲「The Third Temptation of Paris」と「As You Wish」で使用されている女性ボーカルは、全てショーン・ミルクの姉のものである。
- セカンド・アルバム『ウェア・ミス・フェイズ・トゥ・レジェンド』は、発売前にインターネット上に流出している。

## メンバー

### 現在のメンバー
- ショーン・ミルク (Shawn Milke) - ボーカル、サイドギター、リードギター、ピアノ
- パトリック・トンプソン (Patrick Thompson) - リードギター
- デニス・リー (Dennis Lee) - ボーカル
- ジェレミー・ブライアン (Jeremy Bryan) - ドラム
- シェーン・クランプ (Shane Crump) - ベース
- ジェイク・キャンベル (Jake Campbell) - サイドギター

### 旧メンバー
- ハクイ・スクラウフ (Hakui Sukurauf) - プログラミングボイス、ギター
- アレックス・トッレス (Alex Torres) - サイドギター
- アダム・ファーガソン (Adam Ferguson) - サイドギター

## ディスコグラフィ

### スタジオ・アルバム
- 『オン・フレイル・ウィングス・オブ・バニティー・アンド・ワックス』 - On Frail Wings of Vanity and Wax (2006年)
- 『ウェア・ミス・フェイズ・トゥ・レジェンド』 - Where Myth Fades to Legend (2008年)
- 『ジ・エンプティネス』 - The Emptiness (2010年)
- 『ア・プレイス・ホエア・ザ・サン・イズ・サイレント』 - A Place Where the Sun Is Silent (2011年)
- 『コンフェッションズ』 - Confessions (2015年)

### EP
- Try This with Your Eyes Closed (2005年)
- The Decade EP (2014年)
- The Lost Chapters EP (2017年)